# Captain Haggerty
Captain Haggerty (New York, 3 dicembre 1931 – West Palm Beach, 3 luglio 2006) è stato un attore statunitense.

## Biografia
È noto soprattutto per aver interpretato uno zombi obeso nel cult movie Zombi 2, diretto da Lucio Fulci nel 1979. Ha lavorato anche con Brian De Palma, interpretando un poliziotto in Home Movies - Vizietti familiari.

## Filmografia
- La casa delle ombre maledette (Night of Dark Shadows), regia di Dan Curtis (1971)
- The Telephone Book, regia di Nelson Lyon (1971)
- La violenza è il mio forte! (Shamus), regia di Buzz Kulik (1973)
- Zombi 2, regia di Lucio Fulci (1979)
- Home Movies - Vizietti familiari (Home Movies), regia di Brian De Palma (1980)
- One Down, Two to Go, regia di Fred Williamson (1982)
- Cercasi casa a Manhattan (Rent Control), regia di Gian Luigi Polidoro (1984)
- L'ultimo drago (The Last Dragon), regia di Michael Schultz (1985)
- Joey, regia di Joseph Ellison (1986)
- Ragazze sotto chiave (Slammer Girls), regia di Chuck Vincent (1987)
- Una vedova allegra... ma non troppo (Married to the Mob), regia di Jonathan Demme (1988)
- Forever, regia di Thomas Palmer Jr. (1992)
- Mi gioco la moglie... a Las Vegas (Honeymoon in Vegas), regia di Andrew Bergman (1992)
- The Nutt House, regia di Adam Rifkin e Scott Spiegel (1992)
- The Last Embrace, regia di Stuart Canterbury (1997)
- Shadow: Dead Riot, regia di Derek Wan (2006)